# تن (خواننده)
چیتاپون لی‌چایپانگون (به تایلندی: ชิตพล ลี้ชัยพรกุล؛ زادهٔ ۲۷ فوریهٔ ۱۹۹۶)، که با نام هنری تِن (به انگلیسی: Ten) شناخته می‌شود، یک خواننده و رقصندهٔ تایلندی است که در کره جنوبی و چین فعالیت میکند. او عضو گروه موسیقی ان‌سی‌تی، زیرمجموعهٔ ان‌سی‌تی یو و وی‌وی است و همچنین عضو گروه سوپر ام می‌باشد.